# Archidiecezja Bertoua
Archidiecezja Bertoua (łac. Archidiœcesis Bertuana) – diecezja rzymskokatolicka w Kamerunie. Powstała w 1983. Archidiecezja od 1994.

## Główne świątynie
- Archikatedra: Archikatedra Świętej Rodziny w Bertoua

## Biskupi diecezjalni
- Lambertus van Heygen CSSp. (1983–1994 biskup, 1994–1999 arcybiskup)
- Roger Pirenne CICM (1999–2009)
- Joseph Atanga SJ (od 2009)